# GHV2
A GHV2 (teljes nevén Greatest Hits Volume 2) Madonna amerikai énekesnő második válogatásalbuma, amely 2001. november 12-én jelent meg a Maverick és a Warner Bros. Records gondozásában. Kiadása egybeesett a Drowned World Tour koncertvideó megjelenésével. A The Immaculate Collection (1990) folytatásaként, a korong válogatást tartalmaz Madonna karrierjének második évtizedéből. Az 1992-es Eroticától egészen a 2001-es What It Feels Like for a Girl-ig kiadott legjobb számait tartalmazza, melyek nagy része rádió változat. Madonna elmondása szerint „csak olyan dalokat szeretett volna hallani az albumon amiket egymás után többször is meghallgatna”. Az album nem tartalmazott új dalokat, viszont megjelent egy "GHV2 Megamix" című promóciós kislemez amelyen  a Thunderpuss, a John Rocks & Mac Quayle, és a Tracy Young remixei szerepelnek. Továbbá kiadtak egy promóciós remix albumot is, amelynek címe: GHV2 Remixed: The Best of 1991-2001.
Az album alapvetően pozitív kritikákban részesült, bár egyes zenekritikusok új anyag hiányát bírálták. Kereskedelmi szempontból is sikeres lett, hiszen a Billboard 200-on a hetedik helyre került, az Amerikai Hanglemezgyártók Szövetsége (RIAA), pedig hiteles platinaként ismerte el. A GHV2 máshol is sikert ért el, úgy mint Ausztráliában, Németországban, az Egyesült Királyságban és számos más európai országban. Ez volt az év 14. legkelendőbb albuma, világszerte több mint hét millió darab kelt el belőle.

## Számlista
| 1.  | Deeper and Deeper (7" Edit)                   | - Madonna - Pettibone                                     | 4:54 |
| 2.  | Erotica (Radio Edit)                          | - Madonna - Pettibone                                     | 4:33 |
| 3.  | Human Nature (Radio Version)                  | - Madonna - Hall                                          | 4:31 |
| 4.  | Secret (Edit)                                 | - Madonna - Austin                                        | 4:30 |
| 5.  | Don’t Cry for Me Argentina (Radio Edit)       | - Nigel Wright - Alan Parker - Lloyd Webber David Caddick | 4:50 |
| 6.  | Bedtime Story (Edit)                          | - Hooper - Madonna                                        | 4:07 |
| 7.  | The Power of Good-Bye                         | - Madonna - William Orbit - Patrick Leonard               | 4:11 |
| 8.  | Beautiful Stranger (William Orbit Radio Edit) | - Madonna - Orbit                                         | 3:57 |
| 9.  | Frozen (Edit)                                 | - Madonna - Orbit - Leonard                               | 5:09 |
| 10. | Take a Bow (Edit)                             | - Babyface - Madonna                                      | 4:31 |
| 11. | Ray of Light (Radio Edit)                     | - Madonna - Orbit                                         | 4:35 |
| 12. | Don’t Tell Me                                 | - Madonna - Ahmadzaï                                      | 4:40 |
| 13. | What It Feels Like for a Girl                 | - Madonna - Sigsworth - Mark "Spike" Stent                | 4:44 |
| 14. | Drowned World/Substitute for Love             | - Madonna - Orbit                                         | 5:09 |
| 15. | Music                                         | - Madonna - Ahmadzaï                                      | 3:45 |